# Рух (футбольный клуб, Хожув)
«Рух» (пол. Klub Sportowy Ruch Chorzów) — польский футбольный клуб из Хожува. Основан 20 апреля 1920 года в Бисмаркхютте (польское название — Хайдуки Велки), позднее вошедшем в состав Хожува. В 1922 году впервые выступал на национальном уровне, в 1927 году стал одним из клубов, принявших участие в первой в истории польской футбольной лиге.
Четырнадцатикратный чемпион и трёхкратный обладатель Кубка Польши. В настоящее время выступает Экстракласе, высшем дивизионе польского футбола. Клуб вернулся в элитный дивизион страны по итогам сезона 2022/23 спустя 6 лет .
Во время немецкой оккупации клуб был распущен, хотя в действительности продолжал выступать под названием Bismarckhütter SV 99. Возрождён после Второй мировой войны. С 1948 по 1955 год носил название «Уния», затем до 1956 — «Уния-Рух», после чего было восстановлено оригинальное название.

## Достижения
- Чемпион Польши (14) : 1933, 1934, 1935, 1936, 1938, 1951, 1952, 1953, 1960, 1967/68, 1973/74, 1974/75, 1978/79, 1988/89
- Второй призёр чемпионата Польши (6) : 1950, 1956, 1962/63, 1969/70, 1972/73, 2011/12
- Третий призёр чемпионата Польши (9): 1937, 1948, 1954, 1955, 1967, 1983, 2000, 2010, 2014
- Обладатель Кубка Польши (3): 1951, 1974, 1996
- Финалист Кубка Польши (6): 1963, 1968, 1970, 1993, 2009, 2012
- Финалист Кубка Интертото: 1998

### Болельщики и дерби
Главное для «Руха» дерби — с клубом «Гурник».
Ультрас «Руха» дружат с ультрас клубов «Видзев», «Элана», «Висла» и «Атлетико».